# Морозов, Андрей Константинович
Андрей Константинович Морозов — советский хозяйственный, государственный и политический деятель.

## Биография
Родился в 1917 году в селе Богульчан. Член КПСС.
Участник Великой Отечественной войны. С 1942 года — на хозяйственной, общественной и политической работе. В 1942—1981 гг. — инспектор Южно-Казахстанского областного военного комиссариата, начальник Чимкентского районного земельного отдела, начальник Плодоовощного управления Южно-Казахстанского областного земельного отдела, инструктор, заместитель заведующего, заведующий Сельскохозяйственным отделом Южно-Казахстанского областного комитета КП Казахстана, 2-й секретарь Западно-Казахстанского областного комитета КП Казахстана, заместитель заведующего, заведующий Сельскохозяйственным отделом ЦК КП Казахстана, 2-й секретарь Южно-Казахстанского областного комитета КП Казахстана, председатель Исполнительного комитета Алма-Атинского областного Совета, председатель Исполнительного комитета Южно-Казахстанского краевого Совета, министр земледелия и водного хозяйства Казахской ССР, директор Казахского научно-исследовательского института экономики и организации сельского хозяйства, заместитель начальника Главного управления по ирригации и строительству рисосеющих совхозов Министерства мелиорации и водного хозяйства СССР.
Избирался депутатом Верховного Совета Казахской ССР 5-го, 6-го, 7-го созывов.
Умер в Чимкенте 2 сентября 1985 года.